# Ophioplinthaca bythiaspis
Ophioplinthaca bythiaspis är en ormstjärneart som först beskrevs av Hubert Lyman Clark 1911.  Ophioplinthaca bythiaspis ingår i släktet Ophioplinthaca och familjen knotterormstjärnor. Inga underarter finns listade i Catalogue of Life.